# Jay Moe
Juma Mohamed Mchopanga (né le 27 novembre 1978) est un rappeur de hip-hop tanzanien, mieux connu sous le nom de scène Jay Moe. Il est renommé pour ces productions de musiques du genre Bongo Flava, telles que Bishoo, Jua na Mvua, Kama  Unataka Demu, Maisha ya  Boarding, etc. dans lesquelles le message et la rime sont la plus grande priorité de l'artiste.